# Peroblasco
Peroblasco es una localidad del Alto Cidacos en la comunidad autónoma de La Rioja, perteneciente al municipio de Munilla enclavada en el término municipal de Arnedillo. Está situado sobre la margen derecha de un cerrado meandro del Río Cidacos. Alberga la sede de la Asociación Cultural La Casa del Burro, con una programación estable desde el 2009.

## Historia
Durante los siglos XIX y XX, la población de Peroblasco tenía una economía basada en la agricultura y ganadería de subsistencia, por lo que muchos de sus habitantes optaron por trabajar en las fábricas textiles y en los molinos harineros de la localidad de Munilla. La crisis sufrida por esta industria local a finales del siglo XIX por la mecanización de la industria textil catalana, llevó al cierre de la mayor parte de las empresas durante todo el inicio del siglo XX, hasta el cierre en 1959 de la última de ellas. Este hecho provocó la emigración masiva de su población y el abandono de la localidad.

## Demografía
Peroblasco fue una de las muchas localidades riojanas azotadas por la despoblación rural de los años 50 a 70 del siglo XX, lo que le condujo a un total abandono. En 1981 una serie de vecinos se agruparon en torno a la Asociación vecinal iniciando un proceso de repoblación y reconstrucción de la localidad. A partir de ese momento, y durante las décadas de los 80 y 90 se consiguió dotar a la localidad de agua potable, electricidad, teléfono y acceso rodado entre otras mejoras.
Según el INE, Peroblasco a 1 de enero de 2017 la población de la localidad ascendía a 11 habitantes, 6 hombres y 5 mujeres.
| Gráfica de evolución demográfica de Peroblasco (municipio) entre 2000 y 2017                                                               |
| |
| Población de derecho (2000-2016), población según el padrón municipal, datos del INE. Población según el padrón municipal de 2017 del INE. |

## Patrimonio y Arquitectura
- Puente medieval: Es el único puente que da acceso a la localidad. Fue construido en el siglo XVI, con un solo arco apuntado de traza medieval.[1]

- Arquitectura popular: La localidad mantiene la arquitectura tradicional del valle del Cidacos, de edificios con mampostería de piedra en las plantas bajas, y con encalado blanco en las altas. Característico por sus estrechas calles que no permiten el tráfico rodado.

No hay edificios monumentales ya que la Iglesia parroquial de Santa María fue derribada en 2005 a causa de su agravado estado de ruina. Era una construcción barroca del siglo XVIII aunque parte de los muros norte y la espadaña eran del XVI. Se trataba de un edificio de mampostería y sillarejo de dos naves de igual altura de tres tramos y cabecera cuadrada, con planta irregular adaptándose al terreno. La portada estaba en el lado sur, orientada hacia la plaza mayor, en el segundo tramo bajo un pórtico. La espadaña está a los pies de la nave principal, es de un cuerpo y tiene dos vanos.

## Fiestas
- Hoguera de San Sebastián. El sábado más próximo al 20 de enero, después de la cena.
- Fiesta del Humo. El último sábado de julio, a las nueve de la noche, las chimeneas de sus casas desprenden humos de colores mientras se toca música clásica. Esta fiesta se celebró por primera vez en 1988, a iniciativa de la Asociación de Vecinos de Peroblasco, como un acto reivindicativo de lucha contra la despoblación de la localidad, consolidándose como la fiesta más popular de la aldea.[4]

Actualmente después de 35 años, la fiesta del Humo sigue vigente en sus reivindicaciones, como un acceso seguro al pueblo (con los años el puente medieval, único acceso al pueblo de entrada y salida), sigue sin solución y los vecinos y vecinas sienten día a día la preocupación por su deterioro.
tampoco tiene un local público donde poder reunirse los vecinos y vecinas para actos, reuniones o simplemente para poder socializar tanto mayores como niños y niñas ¡es el único pueblo en La Rioja que no cuenta con un local púbico!
El mantenimiento del manantial que desde siempre ha abastecido a Peroblasco de agua cada vez está más abandonado, salvo por el voluntariado del pueblo que lo mantienen.
Y otras reivindicaciones que solo piden que se les trate como al resto de pueblos de La Rija y que tengan los mismos recursos que el resto.